# Шитковский, Сергей Сергеевич
Сергей Сергеевич Шитковский (бел. Сяргей Сяргеевіч Шыткоўскі; 31 августа 1970, Минск, СССР) — советский и белорусский хоккеист, нападающий. Заслуженный мастер спорта Республики Беларусь. Сын советского хоккеиста Сергея Шитковского.

## Биография
Воспитанник минской хоккейной школы «Юность» (тренер — Валерий Евдокимов).
Участник чемпионатов мира
1993 (кв. к группе «C»),
1994 (группа «C»),
1995 (группа «C»),
1996 (группа «B»),
1998,
2004.
За национальную сборную Беларуси выступал с 1992 по 2004 провел 51 матч, набрал 29 (13+16) бомбардирских баллов, получил 89 минут штрафного времени.
В чемпионатах СССР (СНГ) провел 40 матчей, набрал 7 (1+6) очков, получил 26 минут штрафного времени.
В чемпионатах МХЛ провел 156 матче, набрал 61 (35+26) бомбардирский балл, получил 238 минут штрафного времени.
В чемпионатах Белоруссии забил более 100 шайб.
Участник финальных турниров Кубка Европы 1994 и 1995 годов.
В 2014 году был награждён медалью «За трудовые заслуги».
Шитковский играет в хоккейной команде Александра Лукашенко и является совладельцем двух строительных компаний. По данным Беларусского расследовательского центра, одна из этих компаний в 2021 году получила три участка в Минске для возведения многоквартирного жилья в результате распоряжения Лукашенко, а по аукциону. Расследователи заявили, что в результате такой передачи земли бюджет недосчитался десятков миллионов долларов.

## Достижения
- Чемпион БССР (1989).
- Чемпион Белоруссии (1993).
- Чемпион Белоруссии (1994).
- Бронзовый призёр чемпионата России (2001).
- Чемпион Белоруссии (2002).
- Чемпион Белоруссии (2004).
- Обладатель Кубка Белоруссии (2004).
- Чемпион Белоруссии (2005).
- Чемпион Белоруссии (2006).
- Обладатель Континентального кубка (2007).